# Wien Mitte
Wien Mitte (Landstraße) – stacja kolejowa w Wiedniu, w Austrii. Znajdują się tu 2 perony. Przystanek S-Bahn.
Stacja, nosząca pierwotnie nazwę Hauptzollamt, wraz z otwarciem wiedeńskiej Szybkiej Kolei Miejskiej, otrzymała nazwę Landstraβe. Obecna nazwa obowiązuje od 1975. Jest to również stacja metra na linii U3 i U4 pod nazwą Landstraβe